# 垂井町役場
垂井町役場（たるいちょうやくば）は、日本の地方公共団体である垂井町の組織が入る施設（役場）。

## 沿革
- 1966年10月 - 旧庁舎が竣工
- 2016年6月 - 旧庁舎の老朽化に伴い、同年3月まで営業していた商業施設へ移転することが決まる
- 2019年7月 - 現庁舎が竣工
- 2019年9月17日 - 現庁舎で業務開始

## アクセス
垂井町は以下のアクセス方法を推奨している。
- 東海道本線の垂井駅で下車
  - 垂井町巡回バスの役場・文化会館で下車すぐ
- 名神高速道路の関ヶ原ICから車で15分
- 名神高速道路の養老スマートICから車で7分
- 東海環状自動車道の大垣西ICから車で10分

## 庁舎
本庁舎
| 階 | 概 要 |
| -- | --- |
| 2F | 生涯学習課、学校教育課、企画調整課、総務課、議会事務局、議場、傍聴席、町長室、応接室、副町長室、教育長室、協議会室、委員会室、議員控室、正副議長室、職員用食堂、大会議室、会議室2A、相談室2A、会議室つばき、会議室けやき、展望テラス、展望ラウンジ |
| 1F | 税務課、子育て推進課、健康福祉課、住民課、産業課、建設課、上下水道課、会計課、諸証明書発行窓口案内、子育てコーナー、コミュニティコーナー、情報発信コーナー、コミュニティルーム、ミーティングルーム、会議室1A、相談室1A～1B、夜間・休日窓口、宿直室 |

ホール棟
垂井ホール、垂井テラス
駐車場
電気自動車急速充電スペース、ATMコーナー

## 業務時間
- 8時30分 ～ 18時15分

（土曜、日曜、祝日、12月29日～1月3日を除く）

## 旧庁舎
1965年（昭和40年）12月28日に起工式を行い、1966年（昭和41年）10月に竣工、同年11月23日に落成式を開催した。完成当時の庁舎には教育委員会、消防署などの行政機関や商工会が入っていた。また、消防署が移転した後も2011年（平成23年）12月まで望楼が設置されていた。
跡地はワイワイプラザ垂井になっている。